# Mafia (gra towarzyska)
Mafia – towarzyska gra fabularna symulująca walkę pomiędzy poinformowaną mniejszością i niepoinformowaną większością.
Gra charakteryzuje się ogromną elastycznością zasad, dzięki czemu można ją rozgrywać w niemal dowolnie licznej grupie (wspólnie, lub po podzieleniu się na niezależne zespoły). Gra wymaga i rozwija umiejętności obserwacji i analizy zachowań, wyciągania wniosków, przekonywania, a także kontroli mowy ciała oraz innych sygnałów niewerbalnych.

## Historia
Oryginalne zasady gry zostały opracowane przez Dmitrija Dawidowa w 1986 na Wydziale Psychologii Uniwersytetu Moskiewskiego.
Gra, początkowo rozgrywana w salach wykładowych i akademikach uniwersytetu, stopniowo stała się coraz bardziej popularna w innych radzieckich szkołach, a w 1990 przekroczyła granice, popularyzując się najpierw w Europie (Węgry, Anglia, Norwegia, Rumunia, Słowacja, Czechy, Polska), a następnie w USA. Według ustnie przekazywanej legendy wykorzystywana była w byłym ZSRR do szkolenia szpiegów i dyplomatów.
Obecnie gra jest popularna na całym świecie. W wielu krajach i miastach działają aktywnie stowarzyszenia, kluby i grona znajomych grające regularnie w mafię. Gra wykorzystywana jest także w przeróżnych szkoleniach. Zasady niektórych odmian gry opatentowano. W sprzedaży znajdują się specjalne zestawy, zawierające zasady i przydatne rekwizyty.

## Podstawowe zasady gry

### Przygotowanie gry
Gracze zajmują miejsca w pomieszczeniu w taki sposób, aby wszyscy się widzieli i słyszeli. Warto wybrać mistrza gry, który nie będzie brał udziału w grze (w przypadku braku chętnego rolę tę początkowo spełniać może dowolny gracz, a następnie jeden z wyeliminowanych). Rekwizytem niezbędnym do gry w mafię są przedmioty do losowania (oryginalnie dwukolorowe karty). Ze względu na ogromną elastyczność reguł, dla uniknięcia nieporozumień należy szczegółowo ustalić je przed grą, zwracając uwagę na wyważenie gry oraz sensowność, niesprzeczność i jednoznaczność zasad.

### Rozgrywka
Gra składa się z rund podzielonych na następujące po sobie w ustalonej kolejności etapy – podział na frakcje i naprzemienne fazy nocy i dnia.

#### Podział na frakcje
Na początku każdej rundy gracze przeprowadzają losowanie dzieląc się na dwie grupy – uczciwi (miasto) oraz mafia. Liczebność frakcji jest sprawą umowną, jednak w oryginalnej wersji gry jest ona z góry określona następującym schematem:
- 6-7 graczy – 2 mafiosów
- 8-10 graczy – 3 mafiosów
- 11-13 graczy – 4 mafiosów
- 14-16 graczy – 5 mafiosów

Po przeprowadzeniu losowania każdy gracz powinien znać tylko własną przynależność frakcyjną. Publiczne ujawnienie tej przynależności poprzez pokazanie losu przed zakończeniem rundy eliminuje z niej gracza. Przynależność frakcyjna graczy wyeliminowanych z gry w inny sposób powinna pozostać tajemnicą, jednak często ujawnia się ją od razu.

#### Noc
W nocy wszyscy gracze „zasypiają” (zamykają lub zasłaniają oczy), można też zasłonić kotary w pomieszczeniu, zgasić światło itp. Na polecenie mistrza gry jednocześnie „budzi się” mafia (w oryginalnej grze tylko pierwszej nocy w celu zapoznania się). Każdej nocy (najczęściej poza pierwszą) mafiosi wyznaczają gracza, którego chcą wyeliminować z rundy. Może się to odbywać poprzez bezgłośne wskazanie gracza mistrzowi gry lub jak w oryginalnych zasadach napisanie imienia na kartce (w takim przypadku w ogóle nie trzeba „usypiać” graczy, a uczciwi piszą dowolnie ustalone słowo, np. „miasto”). W przypadku braku zgodności wśród mafii nie eliminuje się nikogo, jednak często decyduje większość mafiosów lub mafioso o najwyższej randze (jeżeli wprowadzono hierarchię). Wyeliminowany gracz jedynie przygląda się rozgrywce (także w nocy), nie może jednak w żaden sposób komunikować się z pozostałymi. Tacy gracze mogą zdecydować, kogo ocalą (taką „moc” w innych wersjach ma żona burmistrza). Jeśli wybór uczciwych pokrywa się z wyborem mafiosów, to wówczas po rozpoczęciu fazy dziennej mistrz gry informuje, że jeden z uczciwych został ocalony. Po zakończeniu fazy nocnej wszyscy gracze „budzą się”, aby rozpocząć kolejną fazę dnia.

#### Dzień
Na początku tej fazy gracze dowiadują się kto został wyeliminowany, oraz ilu członków mafii pozostało w grze. Odbywa się to poprzez odczytanie zapisanych i wymieszanych „w nocy” kartek, lub w przypadku braku kartek stosownych informacji udziela mistrz gry. Następnie rozpoczyna się dyskusja pełna przypuszczeń i podejrzeń. Uczciwi gracze starają się wykryć mafiosów, a mafiosi blefują rzucając podejrzenie na pozostałych (mogą także dla zmyłki wskazywać siebie nawzajem). Każdy może oskarżyć innego gracza o przynależność do mafii. Po uzasadnieniu oskarżenia gracz ma prawo do obrony, po czym następuje głosowanie. Oskarżony może zostać wykluczony z rundy większością głosów. W przeciwnym wypadku gracze kontynuują dyskusję.
Faza dnia kończy się na życzenie większości, najczęściej natychmiast po wyeliminowaniu gracza. Po zakończeniu fazy dnia rozpoczyna się kolejna faza nocy.

#### Zakończenie rundy
Każda runda kończy się w momencie, gdy jedna z frakcji zostanie wyeliminowana. Warto jednak zwrócić uwagę, że gdy mafia osiągnie przewagę liczebną wyeliminowanie miasta jest nieuniknione. Wygrywają osoby pozostałe w grze, lub wszyscy członkowie zwycięskiej frakcji. Zwycięzcy mafiosi otrzymują liczbę punktów równą początkowej liczbie uczciwych graczy. Uczciwi zwycięzcy otrzymują tyle punktów, ilu pozostało ich w grze. Można także całkowicie zrezygnować z punktacji.

### Zakończenie gry
Gra najczęściej kończy się po osiągnięciu przez dowolnego gracza określonej liczby punktów, lub gdy po zakończeniu rundy gracze nie wyrażają chęci dalszej gry.

## Zasady opcjonalne

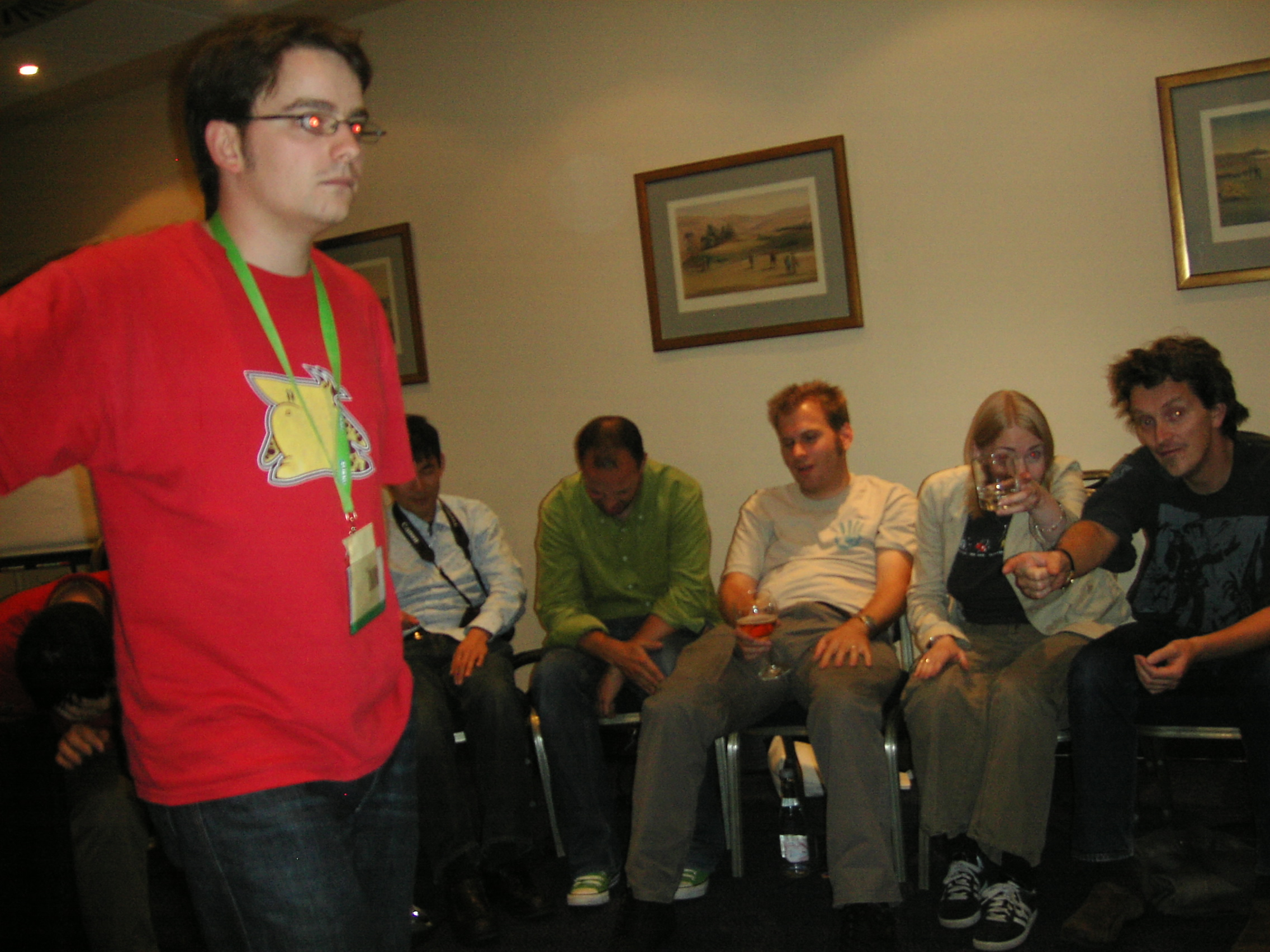
Gracze grający w odmianę gry o nazwie „Wilkołak” podczas EuroOSCON 2006

Zasady gry mogą być niemal dowolnie modyfikowane zmieniając znacząco jej klimat, charakter, atrakcyjność i poziom trudności. Przed rozpoczęciem gry należy upewnić się, że zasady są jasne dla wszystkich graczy, jednoznaczne i nie kolidują ze sobą. Pod uwagę należy wziąć także sytuacje wyjątkowe takie jak ujawnienie wyniku losowania lub całkowita rezygnacja dowolnego gracza z dalszej gry. Poniżej znajduje się kilka przykładowych modyfikacji:

### Fabuła
Dla uatrakcyjnienia gry warto wprowadzić do niej fabułę. W takiej sytuacji przy wyborze mistrza gry należy zwrócić szczególną uwagę na jego wyobraźnię i umiejętności narracji. Fabułę można wymyślić dowolnie, aby pasowała do założeń wynikających z przyjętych zasad gry.
Przykłady postaci gry:
- Kosmici i Ludzie
- Kowboje i Indianie
- Ryby i Ośmiornice
- Egipcjanie i Mumie
- Herosi i Potwory (na tle mitologii greckiej)
- Ranczerzy i Wilkołaki
- Wróżki/Czarodzieje i Czarownicy/Czarownice
- Rozbitkowie i Małpy
- Małpy i Piraci
- Youtuberzy i Hejterzy
- Uczniowie i Nauczyciele
- Przedszkolaki i Zła Pani

Tło gry:
- Starożytny Egipt / Grecja / Rzym
- Dno oceanu
- Miasto
- Odległa planeta
- Bezludna wyspa
- Lentylkowo

### Porządek dnia i nocy
Gracze mogą ustalić, że w danym momencie tylko jedna osoba ma prawo głosu (może ona wstać lub podejść do specjalnie przygotowanej mównicy), wprowadzić zakaz głosowania na siebie i stałą lub maksymalną dzienną ilość głosowań (zakończonych wyeliminowaniem bądź nie) po której automatycznie nastaje noc, lub minimalną, przed którą nie można zakończyć fazy dnia. Można także określić szczegółowość informacji na temat przynależności frakcyjnej wyjawianych podczas wyeliminowania gracza z gry w dzień i w nocy. Można także rozgrywać wersję, w której mafia zawsze budzi się jednocześnie wskazując wspólnie swoją ofiarę, jednak gra jest wtedy trudniejsza dla miasta, gdyż mafiosi mają mniej powodów do podjęcia prób dyskretnej komunikacji w ciągu dnia.

### Rekwizyty
Dla ulepszenia atmosfery i zwiększenia wygody gry można wprowadzić różne rekwizyty, np:
- Pistolet na kapiszony – używany w dzień i w nocy do eliminowania graczy z gry, w takim wypadku dla lepszego efektu mistrz gry powinien mieć możliwość bezszelestnego podejścia do każdego gracza
- Świeczki stojące przed graczami i symbolizujące ich „życie”, gaszone podczas „śmierci” danej postaci
- Tabliczki z fikcyjnymi imionami
- Opaski na oczy

### Wojna mafii
W grze może występować kilka niezależnych mafii (liczba i liczność ustalana przez graczy na początku gry). Mafie „budzą się” i wybierają swoje ofiary niezależnie od siebie, a osoby wskazane są eliminowane dopiero po zaśnięciu ostatniej mafii (aby mafia budząca się wcześniej nie miała przewagi). Wygrywa frakcja, która jako ostatnia pozostanie w grze.

### Dodatkowe role
W grze można wprowadzać dodatkowe role przydzielane jednej lub wielu osobom, dające odgrywającym je graczom dodatkowe możliwości. Role te mogą być przypisane do frakcji, lub rozlosowane dodatkowo (w takim wypadku możliwe są przeróżne kombinacje typu „grabarz z mafii” lub „uczciwy grabarz”). Często wprowadzenie dodatkowych ról uniemożliwia grę „w nocy” według oryginalnych zasad (karteczki) i wymusza obecność w grze mistrza gry. Przykładowe role (nazwy i możliwości można niemal dowolnie modyfikować lub łączyć w zależności od woli graczy):
1. Komisarz Cattani (Policjant, Detektyw, Inspektor, Anioł, Agent) – najpopularniejsza z dodatkowych ról, postać ta zawsze przynależy do frakcji uczciwych graczy, każdej nocy budzi się i poznaje (najczęściej poprzez bezgłośną komunikację z mistrzem gry) przynależność frakcyjną wybranego przez siebie gracza. Zdobytą wiedzę komisarz może wykorzystać w ciągu dnia (czasem opłaca się wyjawić wszystko i na dowód tożsamości „popełnić samobójstwo” ujawniając swój wynik losowania). W zależności od ustaleń graczy komisarz może się budzić po mafii lub przed nią. W przypadku rozpoczęcia gry nocą bez mistrza gry inspektor powinien mieć możliwość bezgłośnego sprawdzenia wyniku losowania dowolnego gracza. W przypadku wprowadzenia większej ilości policjantów należy ustalić, czy budzą się oni jednocześnie sprawdzając wspólnie wybraną osobę, czy po kolei sprawdzając różne osoby, jednak nie znając tożsamości pozostałych policjantów ani wyników ich śledztwa. Czasami może działać również w sposób taki jak niżej opisany „ksiądz” przy czym „ochrania” wybraną osobę, a nie „modli się” za nią, robi to co noc.
2. Adwokat – może jeden raz w ciągu gry ujawnić się w momencie przegłosowania innej osoby chroniąc ją od śmierci (w zależności od ustaleń graczy może to zakończyć dzień lub ochronić tę osobę przed dalszymi oskarżeniami).
3. Barman (albo Opój) – powinien przynależeć do miasta, każdej (lub tylko jednej) nocy „budzi się” przed mafią i „upija” (wskazuje) wybraną osobę. Jeżeli „upita” osoba jest w mafii, zostaje zabita inna osoba niż wskazana przez mafię (np. z przesunięciem o 2 w kierunku ruchu wskazówek zegara).
4. Cudotwórca (Zbawiciel) – może jeden raz w ciągu gry ujawnić się w dzień i wskrzesić wyeliminowaną osobę (w zależności od ustaleń graczy podjętych przed grą może to być osoba usunięta jedynie w dzień, jedynie w nocy, tylko poprzedniej nocy/dnia, lub dowolna).
5. Czarodziej (Magik) – raz w ciągu gry może pokazać prowadzącemu „w nocy” umówiony znak, po czym „budzi się” i wskazuje dwie osoby, którym może zamienić karty (a co za tym idzie role). Natychmiast po tym wszyscy gracze „budzą się” jeszcze raz, aby obejrzeć swoje karty.
6. Grabarz (Terrorysta) – może jeden raz w ciągu gry ujawnić się w dzień i wyeliminować dowolną osobę.
7. Łowca – raz w ciągu gry, jeżeli zostanie wybrany w głosowaniu, może ujawnić się i uniknąć eliminacji usuwając inną dowolnie wybraną osobę.
8. Kolejarz – „budzi się” w nocy (każdej lub raz w ciągu gry) i wybiera jedną osobę (inną niż ostatnio), którą wywozi „w podróż”. Następnego ranka osoba ta zostaje ujawniona przez mistrza gry i przez jeden dzień nie może odzywać się i nie ma prawa głosu.
9. Ksiądz (Lekarz, Pielęgniarka) – powinien przynależeć do miasta, każdej nocy „budzi się” przed mafią i wskazuje osobę, za którą tej nocy „się modli” (którą „leczy”), w przypadku wskazania tej osoby przez mafię nikt nie zostaje wyeliminowany.
10. Kurtyzana (PLO – Panna Lekkich Obyczajów) – „budzi się” jako pierwsza osoba podczas pierwszej nocy i poznaje karty wszystkich graczy. Nie może ujawnić się do końca gry, dobrze jest nie ujawniać, że dana osoba była kurtyzaną, nawet w przypadku jej śmierci.
11. Mleczarz – jeden raz w ciągu gry może skorzystać z przywileju „dodatkowego życia” w momencie swojej śmierci, wtedy nie odsłania się karty, w przypadku zabicia w dzień podaje się do wiadomości graczy informację, że dany gracz jest mleczarzem, w przypadku nocy zależy to od ustaleń podjętych przed grą.
12. Ochroniarz – powinien przynależeć do miasta, każdej nocy „budzi się” przed mafią i wskazuje osobę, którą tej nocy „ochrania”, w przypadku wybrania tej osoby przez mafię wyklucza się tylko jej ochroniarza.
13. Sędzia – może jeden raz w ciągu gry podczas głosowania ujawnić się i skorzystać ze swojego prawa podwójnego głosu.
14. Szalony Sędzia – raz w ciągu gry może pokazać mistrzowi gry w nocy umówiony znak, po czym „budzi się” i eliminuje dowolnie wybraną osobę.
15. Szantażysta – raz w ciągu gry może pokazać mistrzowi gry w nocy umówiony znak, po czym „budzi się” i wskazuje osobę, którą „szantażuje” – osoba ta „budzi się” aby poznać szantażystę, którego w ciągu następnego dnia musi bronić podczas dyskusji i na którego nie może głosować.
16. Terrorysta – w momencie jego śmierci umiera również osoba siedząca obok niego (po ustalonej przed grą stronie) lub dowolna przez niego wskazana, w tym momencie podaje się do wiadomości, że gracz był terrorystą.
17. Wariat – raz w ciągu rundy może się ujawnić w dzień i popełnić samobójstwo kończąc obrady lub – po śmierci zabiera ze sobą jeszcze jedną osobę.
18. Snajper – może wskazać jedną osobę jako członka mafii, jeżeli wybierze dobrze i rzeczywiście strzeli do członka mafii, wtedy gangster ginie i odpada z gry. W razie pomyłki i strzelenia do członka miasta giną oboje.
19. Seryjny morderca – budzi się zaraz po mafii i wskazuje jeszcze jedną/dwie osoby (również z mafii).
20. Wróżbita (Nekromanta) – może raz w ciągu gry skontaktować się z wyeliminowaną osobą w celu ustalenia tożsamości danej osoby.
21. Amorek – pierwszej nocy wybiera dwie osoby i pokazuje je mistrzowi gry. W momencie śmierci jednej z nich druga, zakochana również ginie.
22. Mała dziewczynka – może podglądać w nocy. Może dzięki temu poznać role innych graczy, choć wiąże się to z niebezpieczeństwem śmierci, jeśli np. mafia ją zauważy.
23. Lekarz – może raz w ciągu gry ujawniając się "wyleczyć" wybraną przez miasto lub mafię osobę kosztem swojego życia.

### Dodatkowe frakcje
W grze można wprowadzać dodatkowe frakcje których cele, liczebność i ewentualne role lub hierarchia wymyślane są przez graczy. W takim wypadku należy też zwrócić szczególną uwagę na ustalenie zasad zakończenia rundy i przyznawania punktacji.

### Vendetta
W tym wariancie każdy gracz dąży w pierwszym dniu (opcjonalnie do końca rundy) do zlikwidowania jednej, określonej osoby biorącej udział w grze (zależnie lub niezależnie od roli i przynależności frakcyjnej tej osoby). To, kogo gracz ma za zadanie zabić może określać np. liczba na wylosowanej przez niego karcie, licząc od jego sąsiada po lewej stronie zgodnie z ruchem wskazówek zegara z pominięciem samego siebie. Za wyeliminowanie postaci, wobec której gracz ma vendettę, przyznawać można dodatkowe punkty (zawsze, lub tylko gdy gracz przeżył lub jego frakcja zwyciężyła rundę). Zasada ta zapewnia motywację do oskarżania się w początkowej fazie gry, gdy nie wprowadzamy dodatkowych postaci. Ponadto nieznacznie zmienia grę dla komisarza, ponieważ poza odkryciem przynależności frakcyjnej (często także i roli) danego gracza może on odkrywać także motywację tego gracza, gdy ten oskarża inną, być może niewinną osobę. W tym wariancie występuje także dodatkowe utrudnienie w wykrywaniu mafii, gdyż zamiast szukać mafii gracze skupiają się często na eliminacji osób, wobec których mają vendettę, a w przypadku, gdy kilku graczy będzie miało vendettę wobec tego samego gracza, mogą one łatwo zostać wzięte za współpracującą ze sobą mafię.
Inny wariant tej zasady pozwala przed grą (bądź podczas pierwszej nocy) każdemu z obywateli spojrzeć na kartę osoby, wobec której mają vendettę, i poznać rolę, w jaką wciela się gracz.